# Paepalanthus sessiliflorus
Paepalanthus sessiliflorus är en gräsväxtart som först beskrevs av Carl Friedrich Philipp von Martius, och fick sitt nu gällande namn av Carl Friedrich Philipp von Martius och Friedrich August Körnicke. Paepalanthus sessiliflorus ingår i släktet Paepalanthus och familjen Eriocaulaceae.

## Underarter
Arten delas in i följande underarter:
- P. s. sessiliflorus
- P. s. venezuelensis